# Seznam ameriških vodij političnih kampanj
Seznam ameriških vodij političnih kampanj.

## A
Lee Atwater - 

## B
James Baker - Ron Brown (ameriški politik) - 

## C
Mary Beth Cahill - James Carville - Helen Chenoweth-Hage - 

## D
Donna Brazile - Donnie Fowler - 

## F
James Farley - 

## H
Harry M. Daugherty - 

## J
Jim Jordan (ameriški politik) - 

## M
Ken Mehlman - 

## S
John Sasso - 

## T
Joe Trippi - 

## W
David Wilhelm - 